# Municipio de Cane Creek (condado de Lincoln)
El municipio de Cane Creek (en inglés: Cane Creek Township) es un municipio ubicado en el condado de Lincoln en el estado estadounidense de Arkansas. En el año 2010 tenía una población de 4208 habitantes y una densidad poblacional de 24,23 personas por km².

## Geografía
El municipio de Cane Creek se encuentra ubicado en las coordenadas 33°56′20″N 91°48′22″O / 33.93889, -91.80611. Según la Oficina del Censo de los Estados Unidos, el municipio tiene una superficie total de 173.65 km², de la cual 171,86 km² corresponden a tierra firme y (1,03 %) 1,79 km² es agua.

## Demografía
Según el censo de 2010, había 4208 personas residiendo en el municipio de Cane Creek. La densidad de población era de 24,23 hab./km². De los 4208 habitantes, el municipio de Cane Creek estaba compuesto por el 83,91 % blancos, el 13,17 % eran afroamericanos, el 0,48 % eran amerindios, el 0,14 % eran asiáticos, el 0,88 % eran de otras razas y el 1,43 % eran de una mezcla de razas. Del total de la población el 1,85 % eran hispanos o latinos de cualquier raza.